# Seowon-myeon
Seowon-myeon (koreanska: 서원면) är en socken i kommunen Hoengseong-gun i provinsen Gangwon i den norra delen av Sydkorea, 80 km öster om huvudstaden Seoul.